# Labicymbium otti
Labicymbium otti is een spinnensoort in de taxonomische indeling van de hangmatspinnen (Linyphiidae).
Het dier behoort tot het geslacht Labicymbium. De wetenschappelijke naam van de soort werd voor het eerst geldig gepubliceerd in 2008 door Rodrigues.